# Dalila Vignando
Dalila Vignando (2 giugno 1990) è una nuotatrice paralimpica italiana.
Gareggia nella FISDIR, Federazione italiana sport paralimpici degli intellettivo relazionali, nella categoria C21 (Sindrome di Down). E’ specialista della rana e dei misti, di cui è la primatista europea, nei 200 m (misti e rana) ed 400 m (misti).
Ha preso parte a quattro rassegne mondiali: la prima nel 2012 a Loano dove è stata l'atleta con più medaglie tra tutti gli azzurri con dieci ori. Quattro anni dopo, ai Trisome Games (le Olimpiadi per i ragazzi con Sindrome di Down) ha vinto due medaglie d'oro nei 200 misti e nei 400 misti con relativi record europei.